# Croton petraeus
Espèce
Croton petraeus est une espèce de plantes à fleurs du genre Croton et de la famille des Euphorbiaceae, présente au Brésil (Minas Gerais).
Il a pour synonymes :
- Croton petraeus var. oblongifolius, Müll.Arg., 1873
- Croton petraeus var. ovatus, Müll.Arg., 1873
- Oxydectes petraea, (Müll.Arg.) Kuntze